# Уйти красиво
«Уйти красиво» (англ. Going In Style) — американский комедийный фильм режиссёра Зака Браффа, повествующий о трёх пенсионерах, желающих ограбить банк.
Мировая премьера фильма прошла 7 апреля 2017 года. Ремейк фильма «Красиво уйти» 1979 года и шестая совместная работа Моргана Фримана и Майкла Кейна после трёх фильмов Кристофера Нолана про Бэтмена и дилогии «Иллюзия обмана».
До фильма «Уйти красиво» актриса Джои Кинг уже работала с режиссёром Заком Браффом над фильмами «Хотел бы я быть здесь» и «Оз: Великий и Ужасный».

## Сюжет
Джо, Вилли и Альберт - пожилые люди и друзья на всю жизнь, живущие в Нью-Йорке. Во время неприятной встречи в банке Джо становится одним из свидетелей ограбления, совершенного тремя лицами в черных масках.
Во время ограбления Джо замечает, что у главаря на шее татуировка монгольского воина, единственная зацепка, которая могла бы помочь полиции установить личность преступника. Мужчина сочувствует Джо, когда узнает о его текущем финансовом положении, вызванном банком. Грабители убегают с более чем 1,6 миллионами долларов.
Когда компания, в которой работало трио друзей, выкупается, их пенсии становятся жертвой реструктуризации. Джо страдает особенно сильно и узнает, что он, его дочь Рэйчел и внучка Бруклин останутся без крова менее чем через тридцать дней.
Вилли узнает, что он серьезно болен почечной недостаточностью и нуждается в пересадке. Он еще больше расстроен, потому что его финансовое положение вынуждает его поддерживать отношения на расстоянии со своей дочерью и внучкой. Отчаявшись, трое друзей решают ограбить банк, реструктурирующий их пенсионные фонды, и забрать то, что принадлежит им по праву.
Вдохновленный ограблением, Джо выдвигает идею; сначала Альберт и Вилли потрясены, но в конце концов соглашаются, когда позже узнают, что их банк намерен украсть их пенсии. Попытка украсть кое-что из продуктового магазина, где работает Энни, любовница Эла, приводит к комической катастрофе. Итак, троица обращается к бывшему зятю Джо, Питеру Мерфи, и профессиональному преступнику и владельцу зоомагазина, Хесусу, чтобы тот научил их всему. Они планируют использовать карнавал в лодже в качестве прикрытия.
Джо, Вилли и Альберт маскируются под «Крысиную стаю» (Фрэнк Синатра, Дин Мартин и Сэмми Дэвис-младший) и используют холостые пистолеты, чтобы никто не пострадал. Ограбление почти срывается, когда Уилли ненадолго теряет сознание, и Люси, свидетельница-ребенок, частично снимает с него маску, чтобы ему было легче дышать. Она видит часы, которые он носит, с фотографией его внучки, поэтому он вступает в дружескую беседу и заставляет ее чувствовать себя менее запуганной.
Троице удается завладеть более чем 2,3 миллионами долларов. Однако вскоре их арестовывает по подозрению агент ФБР Хеймер, поскольку менеджер продуктового магазина узнает походку Эла по камерам видеонаблюдения, но все они придерживаются своего алиби.
Хеймер приводит их вместе с другими высокопоставленными подозреваемыми на опознание в полицию, чтобы Люси опознала грабителей. Она отказывается опознать Вилли, оставляя Хеймера без дела. Вилли страдает полной почечной недостаточностью и близок к смерти, пока Эл не соглашается пожертвовать почку.
В то время как часть денег используется для того, чтобы помочь трем друзьям справиться с их финансовым положением, остальная часть отдается их семьям, друзьям, коллегам по работе и другим членам ложи. Джо наконец-то дарит своей внучке щенка, которого он обещал ей, если она получит пятерки по всем предметам в школе; любезно предоставлено Хесусом, который, как позже выясняется, является лидером тех, кто участвовал в ограблении, свидетелем которого стал Джо, и помогает отмывать деньги, которые они украли.
Татуировка на шее Хесуса также оказывается подделкой, сделанной из хны, предназначенной для того, чтобы сбить ФБР и полицию со следа. Фильм заканчивается свадьбой Эла и Энни, когда трое друзей празднуют свою удачу.

## В ролях
- Морган Фриман — Вилли Дэвис
- Майкл Кейн — Джо Хардинг
- Алан Аркин — Альберт (Эл) Гарнер
- Джоуи Кинг — Бруклин Хардинг, внучка Джо
- Кристофер Ллойд — Милтон
- Энн-Маргрет — Энни
- Мэтт Диллон — Хеймер, агент ФБР, расследующий ограбления банков
- Питер Серафинович — Питер Мёрфи, бывший муж Рэйчел и отец Бруклин
- Шивон Фэллон — Митзи, официантка в закусочной Nat's Diner.
- Джон Ортис — Хесус
- Джош Пэйс — Чак Лофтон, менеджер банка
- Мария Диззия — Рейчел Хардинг, дочь Джо
- Кинан Томпсон — Кит Шонфелд, менеджер продуктового магазина Value Town
- Джереми Бобб — Дональд Льюис
- Мелани Николлз-Кинг — Кэри Сакс
- Фрэнк Анелло — агент ФБР
- Эшли Ауфдерхайд — Каника